# Sol Calero
Sol Calero née en 1982 à Caracas,  est une artiste plasticienne vénézuélienne. Elle vit et travaille à Berlin.

## Biographie
Elle étudie à l'Université complutense de Madrid et à l'université de la Laguna à Tenerife. Dans son travail, elle s'appuie sur la culture latino, les clichés visuels et l'ambiguïté des signes culturels à l'heure de la mondialisation.
Pour El Autobús réalisé en 2019, elle reproduit un bus richement décoré. Pour les habitants, le bus fait partie de leur quotidien. Pour les touristes, le bus est une aventure exotique. Sol Calero met en évidence la tension entre la réalité et les attentes des touristes. Elle questionne les idées fausses sur la culture de l'Amérique latine.
Ses toiles vives et colorés de la série Fruitas représentant des fruits, abordent les questions politiques et sociales. Sol Calero y fait référence à Carmen Miranda à l'image idéalisée et utopique que les États-Unis ont tenté de créer.
En 2020, à Copenhague, elle déploie tout un univers caribéen coloré. El barco de barro (Le navire d'argile) est un atelier où le public est invité à créer des œuvres en argile qui viennent remplir les étagères du El barco de barro.

## Expositions
- Borders, ARTUNER, Londres, 2014
- Womens art society II, Mostyn, 2015
- La escuela del Sur, Studio Voltaire, Londres, 2015

- Interiores, Dortmunder Kunstverein, Dortmund,  2017

- first day of good weather, Sies+Hoke, Düsseldorf, 2017

- Desde el Jardin, David Dale Gallery, Glasgow, 2016
- El Autobús, Tate Liverpool, Liverpool, 2019
- Se empeñaban en tapar las grietas, pero las paredes seguían sudando, Villa Arson, Nice, 2020
- La carta, por favor, Galerie Crèvecoeur, Paris, 2021
- Desde el salón (From the Living Room) Sol Calero selects from the Hiscox Collection, Whitechapel Gallery, Londres, 2021
- ARS22 - Living encounters, Museum of Contemporary Art Kiasma, Helsinki, 2022
- Sol Calero: Los vestigios de La Turista,  Experimental Art Space, La Haye, 2022